# Samtredia
Samtredia (in georgiano სამტრედია?) è una città della Georgia, nella regione dell'Imerezia.

## Geografia fisica
Samtredia è situata nella parte occidentale della Georgia, sul fondo di una pianura confinante con il Mar Nero, nella valle del fiume Rioni. Fa parte di nodo stradale che permette di unire Kutaisi e Tbilisi a est, e Batumi a sud e Sukhumi a nord.
A circa 10 km di distanza da Samtredia c'è il Kopitnari International Airport.

## Storia
Inizialmente, nella seconda metà del XIX secolo, Samtredia fu il maggior collegamento ferroviario della regione dell'Imerezia. In seguito diventò una città vera e propria. Durante il periodo comunista Samtredia divenne uno dei maggiori centri ferroviari nel Caucaso meridionale.

## Economia
Ci sono state alcune importanti fabbriche a Samtredia durante il periodo comunista: una fabbrica di cioccolato, una fabbrica di lavorazione del tè e una fabbrica di lavorazione del legno.
L'agricoltura è tuttora molto sviluppata a Samtredia, dove si producono pomodori, cetrioli e altri ortaggi. Nella zona crescono anche molti tipi di frutta.

## Sport

### Impianti sportivi
Le partite di calcio si giocano nello stadio Erosi Manjgaladze e la squadra di calcio locale è l'Sapekhburto K'lubi Samt'redia militante nella massima serie georgiana.